# Berry-Phase
Die Berry-Phase oder geometrische Phase tritt bei einem quantenmechanischen System auf, wenn beim langsamen (adiabatischen) Durchlaufen eines geschlossenen Wegs im Parameterraum des Systems das System nicht wieder in seinen Anfangszustand zurückkehrt, sondern seine Wellenfunktion einen Phasenfaktor erhält, eben die Berry-Phase. Die Berry-Phase ist nicht auf quantenmechanische Systeme beschränkt, ein analoger Effekt findet sich auch in klassischen Systemen (siehe unten).
Die Berry-Phase ist nach Michael Berry benannt, der sie 1983 einführte. Es gab allerdings schon andere Vorläufer, die wieder in Vergessenheit gerieten. Zum Beispiel entdeckte S. Pancharatnam das Phänomen im Rahmen der klassischen Physik bei Polarisations-Zyklen (1956), und manchmal wird sie deshalb auch zusätzlich nach Pancharatnam benannt.

## Beschreibung
Für adiabatische Änderungen folgt aus dem  adiabatischen Theorem der Quantenmechanik, dass das System in seinen Ausgangszustand zurückkehrt, allerdings kann, wie Michael Berry entdeckte, ein von der Geometrie des Parameterraums abhängiger Phasenfaktor in der Wellenfunktion auftreten.
Im Allgemeinen muss ein System (beschrieben durch den Hamiltonoperator) von mindestens zwei Parametern abhängen, und der Parameterraum zum Beispiel Singularitäten aufweisen bzw. eine nichttriviale Topologie (anschaulich: Löcher), um bei einem geschlossenen Weg im Parameterraum einen nicht-trivialen (von 1 abweichenden) Phasenfaktor zu erhalten. Von besonderer Bedeutung sind dabei Punkte im Parameterraum, in denen sich die Energieniveaus von „benachbarten“ Zuständen der Energie des Ausgangszustands annähern (Entartungspunkte), denn nur dort können solche nicht-trivialen Phasenfaktoren entstehen, wenn die Zyklen diese umschließen. Der um diese Entartungspunkte verminderte Parameterraum erhält eine nicht-triviale Topologie. Da die Geometrie des (augmentierten) Parameterraums von ausschlaggebender Bedeutung ist, wird die Berry-Phase auch als geometrische Phase bezeichnet.

## Beispiele für das Auftreten

### Quantenmechanische Berry-Phase
Beispiele für die Berry-Phase sind adiabatische Zyklen in den Molekülkoordinaten, die einen Phasenfaktor in der Wellenfunktion der Elektronen erzeugen können, die in der Born-Oppenheimer-Näherung behandelt werden kann: der Hamiltonoperator und die Wellenfunktion der Elektronen lassen sich durch die Kernkoordinaten parametrisieren. Das war eines der ursprünglichen Beispiele von Berry und ein solches Beispiel wurde schon 1958 von Christopher Longuet-Higgins entdeckt. Der Fall der geometrischen Phase in der Molekülphysik wurde insbesondere durch Alden Mead und Donald Truhar behandelt, mit ersten Arbeiten 1979. Spektroskopische Experimente dazu, die die Theorie von Alden und Mead bestätigten, erfolgten in den 1980er Jahren.
In seinem Aufsatz von 1984 gibt Berry ein Beispiel an, in dem die Berry-Phase relativ einfach explizit berechnet werden kann: ein Spin in einem magnetischen Feld, das langsam variiert wird, indem die Richtung des Magnetfelds {\displaystyle B} einer geschlossenen Kurve {\displaystyle C} folgt. Die Phase ist in diesem Fall proportional {\displaystyle n\cdot \Omega (C)}, wobei n die Spin-Quantenzahl ({\displaystyle -s\leq n\leq s}) und {\displaystyle \Omega (C)} der Öffnungswinkel von {\displaystyle C} gesehen vom Ursprung {\displaystyle B=0} aus ist. Für Spin 1/2 entsprach das einer Formel, die Pancharatnam 1956 für polarisiertes Licht abgeleitet hatte.
Das Spin 1/2 Beispiel lässt sich auf allgemeine quantenmechanische Zweizustandssysteme erweitern, beschrieben durch komplexe hermitesche 2×2-Matrizen. Auch hier gibt es einen Entartungspunkt und eine Formel, die die Berry-Phase durch den räumlichen Öffnungswinkel beschreibt, unter dem der Zyklus vom Entartungspunkt aus betrachtet wird (Phase {\displaystyle {\frac {\Omega (C)}{2}}}).
Ein noch einfacheres Beispiel ergibt sich im Fall reell symmetrischer 2×2-Matrizen, die in der Quantenmechanik zeitumkehrinvarianten Systemen entsprechen. Der Fall entspricht einem Satz aus der elementaren Matrizentheorie (Berry), deren Parameter-Abhängigkeit betrachtet wird. Im einfachsten Fall reeller symmetrischer 2×2-Matrizen:
{\displaystyle {\begin{pmatrix}u\,v\\v\,w\end{pmatrix}}}
sind die Eigenvektoren reell und es kommen somit bei Zyklen im Parameterraum für die „Berry-Phasen“ nur die Vorfaktoren +1 (Phase 0 oder {\displaystyle 2\pi }) und −1 (Phase {\displaystyle \pi }) in Betracht. Nichttriviale Berry-Phasen mit Vorfaktor −1 (Vorzeichenwechsel) gibt es nur, falls mit dem Zyklus ein Entartungspunkt im Parameterraum umrundet wird. Diese sind durch die Gerade {\displaystyle v=0}, {\displaystyle u=w} im Parameterraum (u, w, v) gegeben. Nur falls die Zyklen die Gerade umschließen, gibt es Vorzeichenwechsel in den Eigenvektoren.
Ein weiteres Beispiel ist der Aharonov-Bohm-Effekt. Der Parameterraum ist hier der übliche Ortsraum, der aber aufgrund des magnetischen Feldes im Innern des geschlossenen Wegs (für das Feld des Vektorpotentials ist dort eine Singularität) nicht mehr als einfach zusammenhängend aufgefasst wird. Die Wellenfunktion eines das Magnetfeld umzirkelnden Elektrons erhält einen Phasenfaktor proportional zum magnetischen Fluss, obwohl am Ort des Elektrons selbst das Magnetfeld überall verschwindet (nicht aber das zugehörige Vektorpotential).
Die Berry-Phase ist zum Beispiel in Interferenzexperimenten beobachtbar. Ein experimenteller Nachweis der Berry-Phase in optischen Experimenten an linear polarisiertem Licht mit um einen Zylinder (helikal) gewundenen Glasfasern gelang 1986 Akira Tomita und Raymond Chiao. Das Experiment ist im Rahmen von Berrys oben diskutiertem Spin-Fall beschreibbar und misst den Raumwinkel bei der Drehung der „Spin-Richtung“. Analoge Experimente mit Neutronen, die durch ein helikal veränderliches Magnetfeld geschickt wurden, wurden ebenfalls in den 1980er Jahren von T. Bitter (Heidelberg) und D. Dubbers (Institut Laue-Langevin) durchgeführt. Robert Tycko (Bell Laboratories) führte 1987 ein Experiment zum Nachweis der Berry-Phase aus, bei dem die Drehung von Kernspins, die an Kristallachsen gebunden waren, durch Drehung des Gesamtkristalls um von seinen Symmetrieachsen verschiedenen Achsen erfolgte.

### Auftreten in der klassischen Mechanik
In der klassischen Mechanik liefert das Foucault’sche Pendel ein Beispiel für eine geometrische Phase. Das Pendel kehrt nicht bei einer vollen Umdrehung der Erde in 24 Stunden (geschlossener Weg im Parameterraum) zu seinem Ausgangspunkt zurück, sondern es tritt eine von der geographischen Breite abhängige Phasenverschiebung auf. Die geometrische Phase in der klassischen Mechanik wird auch als Hannay-Winkel bezeichnet (nach John Hannay, einem Kollegen von Berry in Bristol).

## Mathematische Definition
Mathematisch ist die Berry-Phase Ausdruck einer Holonomie. Ein einfaches Beispiel für eine Holonomie ist der Paralleltransport eines Vektors auf der Kugeloberfläche in einem Dreieck aus Großkreisen: Startet man vom Nordpol, geht zum Äquator, folgt diesem 90 Grad und kehrt dann zum Nordpol zurück, bewirkt das eine 90-Grad-Drehung des paralleltransportierten Vektors (eine Analogie zur Berry-Phase). Diese Drehung hängt einzig von der Geometrie (Krümmung) des zugrunde liegenden Raumes (der Sphäre) ab.
Formal ist die geometrische Phase gegeben durch:
{\displaystyle \gamma _{n}[C]=i\oint _{C}\!\langle n({\vec {R}})|\left(\nabla _{\vec {R}}\,n({\vec {R}})\right)\,\rangle \cdot d{\vec {R}}\,}
wobei über einen geschlossenen Pfad C im Parameterraum (Variable {\displaystyle {\vec {R}}}, die im Allgemeinen vektoriell ist) integriert wird. Es wird die Bra-Ket-Notation für die Zustände verwendet, {\displaystyle |n({\vec {R}})\rangle }  ist ein Eigenzustand des Hamiltonoperators des Systems. {\displaystyle \nabla _{\vec {R}}} ist der Nabla-Operator der Ableitung nach den Parametern. Wegen der Normalisierung der Zustände {\displaystyle |n({\vec {R}})\rangle } ist {\displaystyle \langle n({\vec {R}})|\nabla _{\vec {R}}\,n({\vec {R}})\rangle } imaginär und damit {\displaystyle \gamma [C]} reell.
Die Wellenfunktion transformiert sich nach Durchlaufen des Zyklus im Parameterraum zu:
{\displaystyle |n_{\text{nach Pfad C}}\rangle =|n_{\text{Start}}\rangle \cdot e^{\mathrm {i} \cdot \gamma _{n}[C]}}
Im dreidimensionalen Fall kann die Formel für die geometrische Phase in eine für die Anwendung günstigere Form gebracht werden durch Anwendung des Satzes von Stokes (Umwandlung in ein Oberflächenintegral):
{\displaystyle \gamma _{n}[C]=-\,Im\iint _{\mathcal {C}}(\nabla _{\vec {R}}\,\times \,\langle n({\vec {R}})|\left(\nabla _{\vec {R}}\,n({\vec {R}})\right)\,\rangle )\cdot d{\vec {F}}=-\,\iint _{\mathcal {C}}{\vec {V}}_{n}({\vec {R}})\cdot d{\vec {F}}}
{\displaystyle {\vec {V}}_{n}({\vec {R}})=Im\sum _{m\neq n}{\frac {\langle n({\vec {R}})|\nabla _{\vec {R}}\,{\hat {H}}|m({\vec {R}})\,\rangle \,\times \langle m({\vec {R}})|\nabla _{\vec {R}}\,{\hat {H}}|n({\vec {R}})\,\rangle }{{(E_{m}({\vec {R}})-E_{n}({\vec {R}}))}^{2}}}}
In dieser Formel tauchen nur noch die Erwartungswerte der Ableitung des Hamiltonoperators {\displaystyle \nabla _{\vec {R}}\,{\hat {H}}} auf. Außerdem wird der dominierende Beitrag der zu {\displaystyle |n\rangle } entarteten Zustände deutlich. Die Formel kann in Analogie zur Elektrodynamik so interpretiert werden, dass {\displaystyle {\vec {V}}_{n}({\vec {R}})} einem Magnetfeld entspricht (mathematisch: Krümmung einer Zusammenhangsform) und {\displaystyle \langle n({\vec {R}})|\left(\nabla _{\vec {R}}\,n({\vec {R}})\right)\,\rangle } seinem Vektorpotential (mathematisch: Zusammenhangsform).
Für höhere Dimensionen des Parameterraums muss der Differentialformenkalkül benutzt werden.
Die Berry-Phase ist in verschiedener Weise verallgemeinert worden, zum Beispiel auf den Fall entarteter Zustände, die durch eine unitäre Matrix gemischt werden (die hier an Stelle eines einfachen Phasenfaktors auftritt). Dieser Fall ist als nicht-abelsche Berry-Phase oder Wilczek-Zee-Phase bekannt (nach Frank Wilczek und Anthony Zee).
Die Berry-Phase ist dazu verwendet worden viele verschiedene physikalische Phänomene unter einem einheitlichen Gesichtspunkt zu beschreiben, darunter auch Anomalien in der Quantenfeldtheorie.